# Narcissa (Oklahoma)
Narcissa es un lugar designado por el censo ubicado en el condado de Ottawa en el estado estadounidense de Oklahoma. En el Censo de 2010 tenía una población de 99 habitantes y una densidad poblacional de 14,86 personas por km².

## Geografía
Narcissa se encuentra ubicado en las coordenadas 36°48′4″N 94°55′40″O / 36.80111, -94.92778. Según la Oficina del Censo de los Estados Unidos, Narcissa tiene una superficie total de 10.72 km², de la cual 10.72 km² corresponden a tierra firme y (0%) 0 km² es agua.

## Demografía
Según el censo de 2010, había 99 personas residiendo en Narcissa. La densidad de población era de 14,86 hab./km². De los 99 habitantes, Narcissa estaba compuesto por el 76.77% blancos, el 0% eran afroamericanos, el 15.15% eran amerindios, el 1.01% eran asiáticos, el 0% eran isleños del Pacífico, el 0% eran de otras razas y el 7.07% pertenecían a dos o más razas. Del total de la población el 3.03% eran hispanos o latinos de cualquier raza.